# Waves of dreams

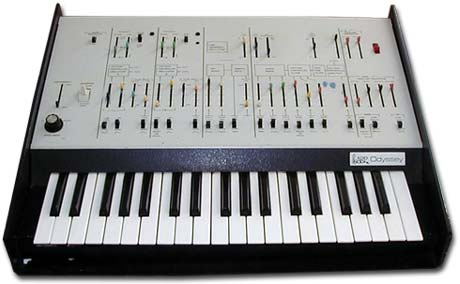
ARP Odyssey

Waves of dreams is een studioalbum van Gert Emmens. Emmens nam het op in de periode november 2003 en juni 2004. Het werd vlak daarna gemasterd door Ron Boots en uitgebracht op zijn platenlabel Groove Unlimited. Het album laat elektronische muziek horen uit de Nederlandse versie van de Berlijnse school met sequencers en lange muzikale lijnen, met hier en daar mellotronviolen en –koren.

## Musici
- Gert Emmens – ARP Odyssey, Boss Dr. Rhythm DR 660, Doepfer MAC 16/3 sequencer, Elektor Formant modular synthesizer, Elka Solist 505, EMU E-6400 Ultra, EMU Vintage Keys Plus, Korg MS2000, Korg Wavestation EX, MAM MB33, Minimoog, Moog Polymoog, Moog Sonic 6, Roland M-DC1, Roland SH-32, Solina String Ensemble, Yamaha AN1x en SY85.
- Frank Emmes - fluisteren (track 6)

## Muziek
| Nr. | Titel                                | Duur  |
| --- | ------------------------------------ | ----- |
| 1.  | After the rain                       | 12:50 |
| 2.  | Another time, another space          | 14:32 |
| 3.  | Waves of dreams                      | 10:24 |
| 4.  | Dawn                                 | 10:04 |
| 5.  | Heading towards unknown destinations | 10:50 |
| 6.  | Bright spot on a grey day            | 13:07 |

Dawn is een bewerking van The beginning of a new day, opgedragen aan de overleden synthesizerspecialist Michael Garrison.